# 1997 RP3
1997 RP3 är en asteroid i huvudbältet som upptäcktes den 5 september 1997 av de båda japanska astronomerna Takeshi Urata och Yoshisada Shimizu vid Nachi-Katsuura-observatoriet.
Asteroiden har en diameter på ungefär 13 kilometer och den tillhör asteroidgruppen Themis.